# 淳の休日
『淳の休日』（あつしのきゅうじつ）は、ロンドンブーツ1号2号・田村淳によるインターネット個人製作番組。また、何度かフジテレビでも放送されている。

## 概要
田村淳（ロンドンブーツ1号2号）が仕事のない日にツイキャスなどの最新メディアを駆使し、さまざまな企画を行う。
淳によればこの企画は、よしもとクリエイティブ・エージェンシー（吉本興業）には「無許可」で行われている。

## 出演者
- 田村淳（ロンドンブーツ1号2号）

### 専属アナウンサー
出典
- 永原鉄也（永原てつや）(吉本芸人)
- 山崎真理（なめたらいかんぜよ。MARI）(吉本芸人)

※現在活動終了

### 専属お天気お姉さん
出典
- 工藤千晶（工藤ちあき）(タレント)

※現在活動終了

## 企画
- 淳の休日 即席オーケストラ[2]
- 暴ロンブー×淳の休日[3]
- 大人の運動会[4]
- お料理忍者淳影[5]
- ツイドルプロジェクト[5]
- ザクバラ[6][7]
- マスクDEお見合い[8]
- ポリオ撲滅運動[9]
- スルースキルズ[10]・』AIS『(淳の休日アイドルスクランブル)

など。

## スタッフ
- 演出：村山俊彦、あびこかずひろ、武石政人
- プロデューサー：小島紋、平野綾音
- 力仕事：小山田譲
- カメラ：門倉秀樹
- テクニカルサポート：町野明徳
- Webディレクター：YUKARIMiX。

## 備考
- 2012年11月3日に行われる予定だった「秋の大人の運動会!」は淳の警察とのトラブルにより延期され[11][12]、2013年5月18日に行われた。

- 淳の意向で受注生産でのDVD化が決定。1000枚の予約がないと発売できないという条件を設定し、無事予約が1000枚に達成した（発売元はよしもとアール・アンド・シー）[13]。